# Kulaura
Kulaura (en bengali : কুলাউড়া) est une upazila du Bangladesh dans le district de Maulvi Bazar. En 1991, on y dénombrait 339 673 habitants.